# Distretto elettorale di Oshikuku
Il distretto elettorale di Oshikuku è un distretto elettorale della Namibia situato nella Regione di Omusati con 9.093 abitanti al censimento del 2011. Il capoluogo è la città di Oshikuku.